# Політична історія
Політи́чна істо́рія (політісторія) — галузь історичної науки, яка має на меті формування історичного та політичного світогляду, набуття, поглиблення і систематизацію знань з політичної історії, формування всебічно розвинутої та соціально-активної особистості.
Політична історія вивчає джерела політичної традиції народу, зміст політичних процесів в країні від початків її історії до сьогодення, суть і наслідки політичної дискримінації окремих етносів, націй. Крім того, в рамках курсу «Політична історія» вивчаються особливості розвитку політико-правової системи суспільства, державного та адміністративно-територіального устрою, політичних режимів, їх внутрішньої та зовнішньої політики, ролі в них політичних партій, рухів, лідерів нації, визначальні політичні тенденції на сучасному етапі.